# روابط ارمنستان و ترکیه
روابط سیاسی ارمنستان و ترکیه از زمان استقلال ارمنستان در سال ۱۹۹۱ قطع بوده و مرز زمینی این دو کشور به روی هم بسته بوده‌است.
ترکیه از نخستین کشورهایی است که استقلال ارمنستان را هنگام انحلال اتحاد جماهیر شوروی به رسمیت شناخته‌است.
از مهم‌ترین اختلافات این دو کشور، موضوع نسل‌کشی ارامنه در سال ۱۹۱۵ به دست دولت عثمانی و به رسمیت نشناختن آن توسط ترکیه‌است.
به گفته دولت ترکیه، ارمنستان تمامیت ارضی آن کشور را به رسمیت نمی‌شناسد ولی مقام‌های ارمنستان می‌گویند تاکنون هیچ‌یک از مقامات ارمنستان چنین سخنی نگفته‌اند. همچنین ترکیه اعلام کرده‌است جنگ قره‌باغ که میان ارمنستان و جمهوری آذربایجان درگرفت دلیل دیگر قطع ارتباط سیاسی با ارمنستان است.
در ۶ سپتامبر ۲۰۰۸ عبدالله گل رئیس جمهور ترکیه به دعوت سرژ سرکیسیان، همتای ارمنی خود و برای تماشای مسابقه فوتبال تیم‌های ملی دو کشور وارد این کشور شد، اما این دیدار بالاترین رابطه دیپلماتیک این دو کشور از سال ۱۹۹۱ زمان استقلال ارمنستان است. سفر رئیس جمهور ترکیه به ارمنستان با مخالفت گروه‌هایی در هر دو کشور مواجه شد.

## نگارخانه

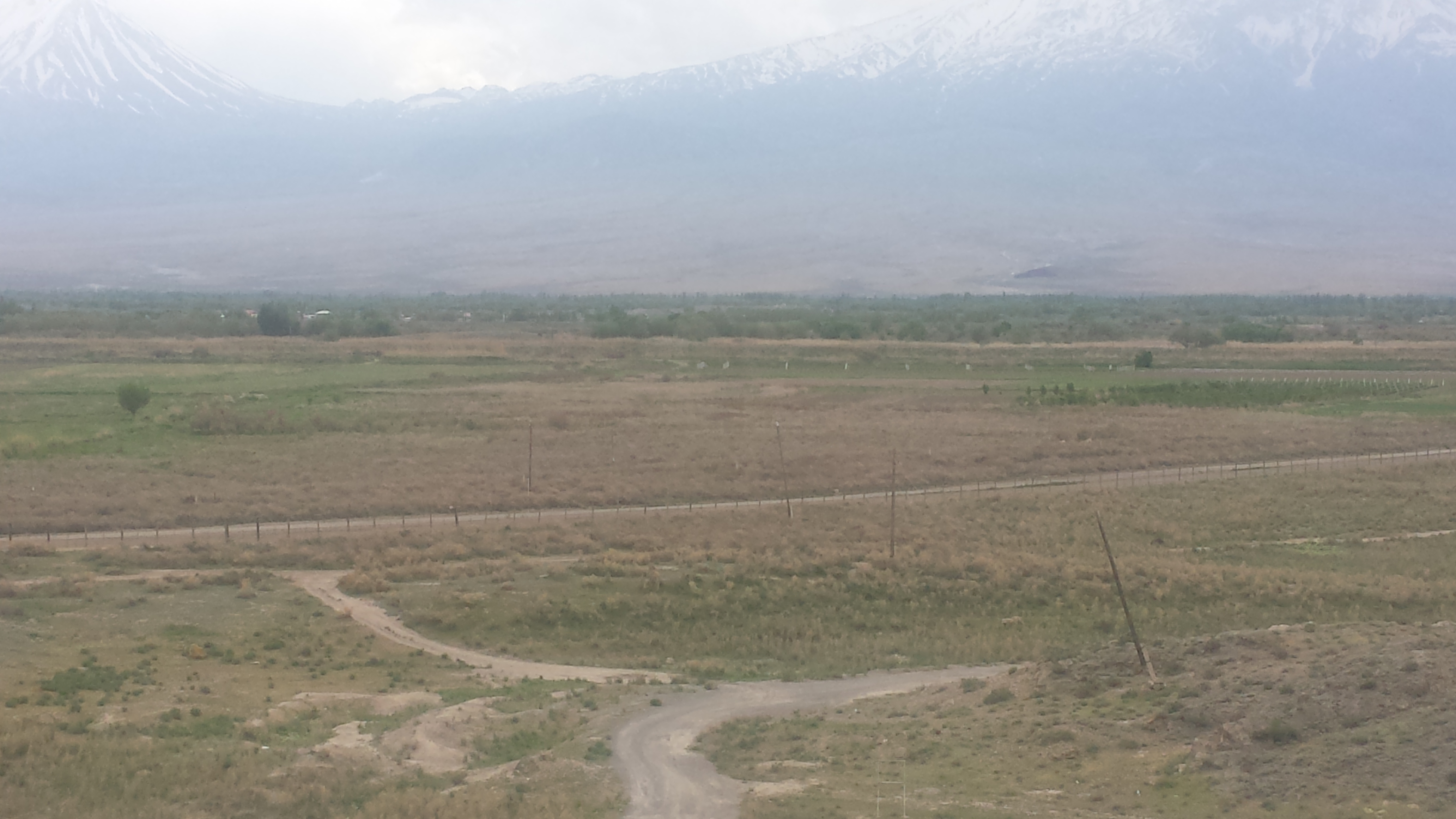